# The Penht
The Penht var en experimentell och energisk rockgrupp från Jönköping som genom en tävling på ZTV[källa behövs] och ett samarbete med EMI släppte en EP med fyra spår år 2001. Det ledde även till en turné med det engelska rockbandet Supergrass.[källa behövs] Liveframträdanden karaktiserades av bandets våldsamma show där Anders Larsson och Henrik Swartz spelade huvudrollen.[källa behövs]

## Bandmedlemmar
- Anders Larsson (sång)
- Erik Anjou (gitarr och sång)
- Nicklas Malmqvist (Hammondorgel)
- Tobias Bonde (Trummor, sång)
- Henrik Svartz (Bas)
- Johan Öhlén (gitarr)

## Diskografi

### EP-skivor
- The Pehnt (2000)